# Cherubina dell'Agnus Dei
Cherubina dell'Agnus Dei, al secolo Giacinta Francesca de' Ricci (Sesto, 10 maggio 1601 – 10 gennaio 1663) è stata una religiosa, mistica carmelitana italiana, venerata come serva di Dio dalla Chiesa cattolica.

## Biografia
Di origine lucchese, Giacinta Francesca, ultima di una famiglia numerosa, vide la morte precoce dei genitori Alderigo de' Ricci e Giustina de' Giustini. Riportata a Lucca da parenti, fu ospitata nel Conservatorio di Camaiore di Gesù Maria, guidato dal clero locale e particolarmente da don Alessandro Cenami, priore della Collegiata di Santa Maria Assunta. Il 24 giugno 1618, decise di rimanere in questo Conservatorio, impegnandosi con i voti. Molto si spese per la sua trasformazione in un vero monastero carmelitano. Infatti il Conservatorio di Gesù Maria fu trasformato dal Papa Urbano VIII, il 21 novembre 1634, in Carmelo claustrale dell'Assunta, ispirato al carisma di S. Teresa d'Avila e della fiorentina S. Maria Maddalena de' Pazzi. 
In questa comunità, suor Cherubina dell'Agnus Dei trascorse la sua vita ricca di doni mistici, particolarmente nel rivivere la Passione. A più riprese fu eletta maestra delle novizie e priora. Alla sua morte, 10 gennaio 1663, fu stesa una biografia da parte di don Francesco Di Poggio e aperto un processo canonico diocesano. La sua comunità fece fatica a ricominciare dopo le soppressioni, dando origine a due comunità. Oggi permane il Monastero di Carmelitane Scalze “Regina Carmeli” presso San Quirico a Lucca.